# Pasivní rezistence
Pasivní rezistence (neboli pasivní odpor) je politický termín vyjadřující způsob obrany zvolených cílů bez použití zbraní. K dosažení vytčených cílů se tak používá pasivní forma odporu, mezi kterou se řadí stávky, bojkot, odmítání spolupráce či omezení práce na nejnižší možnou míru. Cíl agrese má pak být pro útočníka tak neatraktivní, že se agresor vzdá, nebo již obsazené území opustí, neboť náklady na údržbu tohoto území jsou vysoké. Mezi další případy pasivní rezistence patří též pomalá práce nebo přesné dodržování předpisů.

## Pasivní rezistence v českých dějinách
V dějinách českých zemí se pasivní rezistence objevila za doby habsburské monarchie. Vydání Únorové ústavy 1861 vzbudilo v habsburské monarchii řádné rozbroje kvůli nenaplněným požadavkům jednotlivých zemí. Na rozdíl od Maďarska, Sedmihradska, Chorvatska a severní Itálie, se České země rozhodly nebojkotovat zasedání nového říšského sněmu a své poslance do Vídně poslali a doufali, že loajálnost k říši jim přinese lepší postavení v rámci monarchie. Postupně si však čeští poslanci všimli, že Maďaři svojí politikou pasivní rezistence získávají lepší vyjednávací pozici, než měli oni. Proto se 17. 6. 1863 jedenáct poslanců rozhodlo zdržet se účasti na zasedání říšského sněmu s odvoláním se na nespravedlnost volebního řádu. Za další rok a půl se k pasivní rezistenci přidali i čtyři moravští poslanci. Tímto začala více než 15 let dlouhá politika bojkotování říšské politiky českými poslanci. Postavení Maďarů však bylo stále lepší, neboť na rozdíl od Českých zemí měly Uhry jednotnou parlamentní platformu, skrze kterou mohly na Vídeň působit tlak. České země nejen že měly trichotomii zemských sněmů (český, moravský a slezský), na žádném z nich navíc neměli čeští liberálové kvůli kurijnímu volebnímu systému většinu, kvůli čemuž se museli uchylovat k adresování císaři. Zpočátku to působilo, že odchod většiny českých politiků z tzv. “užší říšské rady” se nikterak neprojeví na české vnitrostátní politice, neboť skrze zemské sněmy byli čeští poslanci schopni prosazovat řadu klíčových zákonů, jako například zákon stanovující povinnou výuku obou zemských jazyků (čeština, němčina) na všech středních školách. Odchod Čechů z říšské rady v kombinaci s absencí Maďarů, Italů a teď i poslanců z Haliče, znamenal posílení německé pozice v radě. Posílení německých poslanců v radě bylo v naprostém rozporu se zájmy celé české politické reprezentace, neboť Němci byli odpůrci mnohonárodní federace, jež byla v očích české reprezentace v čele s Františkem Palackým ideálním východiskem pro stabilitu Habsburské monarchie a zároveň byli schopni akceptovat možný rakousko-uherský dualismus. V roce 1867 opravdu došlo k tzv. rakousko-uherskému vyrovnání, čímž se postavení Čechů v říši ještě oslabilo. Zároveň došlo k novým volbám do zemských sněmů, ve kterých došlo skrze změny ve volebních listinách a manipulacích k oslabení českých liberálů a federalistů. Česká reprezentace v tento moment kvůli situaci v parlamentu a pasivní resistenci vůči říšské radě neměla platformu pro prosazování národních zájmů. V této době se navíc česká liberální politická scéna dělí na “Staré”, tj. Palacký, Rieger, Skrejšovská a jejich přívrženci a na “Mladé” tj. Sladkovský, Grégrové, Brauner a jejich přívrženci. Zatímco “Staří” poněkud radikálněji prosazovali odchod ze sněmu prostřednictvím složení mandátů, zatímco “Mladí” prosazovali tzv. státoprávní ohrazení, tedy odchod ze sněmu bez položení mandátů. Tento přístup nakonec převládl. Čeští liberální poslanci se tak roku 1867 nezúčastnil kvůli viditelnému nepoměru hlasů voleb do říšské rady a označili usnesení budoucí říšské rady za “již z předu neplatná a pro obyvatelstvo českých zemí za nezávazná”. Zástupci dualismu měli nyní volné ruce k položení základů skutečného konstitucionismu Rakouska-Uherska. Během korunovace rakouského panovníka uherským králem se česká reprezentace držela pasivní resistence a místo do Uher se vydala demonstrativně do Moskvy. V roce 1868 se více než 80 občanských českých poslanců opět vrátilo na zemský sněm, kde předneslo památnou Deklaraci. Rostoucí nacionalismus a nepokoje mezi českými občany vedly panovníka k jednání s českou liberální politickou scénou. Jednání bylo založeno na návratu českých poslanců do říšské rady, kde by až bylo možné diskutovat o národnostních zájmech. Čeští poslanci v čele s Palackým a Riegrem nabídku odmítli a dále prosazovali politiku pasivní rezistence. V 70. letech dochází k úpadku české politiky spojeným s nevydařeným česko-rakouským vyrovnáním a zklamáním z pasivní rezistence v široké společnosti. Palacký se však své politiky stále nevzdával. V 1872 dochází k volbám do zemských sněmů, kdy federalisté končí jako poražení a Palacký, Rieger a hrabě Clam prosazují nadálou abstinenci. Roku 1873 však dochází ke zlomu, kdy se Moravané rozhodují pro návrat do moravského zemského sněmu a posléze do říšské rady. V září 1874 je pak následovaly “Mladí” kteří se v počtu 7 poslanců do zemského sněmu taktéž vrací. Vznikají tím dvě frakce, které se nazývají “staročeši” a “mladočeši”. Roku 1878 dochází po volbách do zemského sněmu ke společnému konci české politické reprezentace abstencionismu vůči těmto platformám. O rok později v roce 1879 končí po šestnácti letech i pasivní rezistence vůči říšské radě.
Jistým druhem pasivní rezistence byl i postoj k práci za protektorátu, kdy platilo nepsané jinotajné heslo PP (Pracuj pomalu), čímž mělo být mařeno německé válečné úsilí.